# Первое Мая (Торжокский район)
Пе́рвое Ма́я — посёлок в Торжокском районе Тверской области. Входит в состав Масловского сельского поселения.

## География
Посёлок находится в центральной части Тверской области, к северу от железнодорожной линии Торжок — Соблаго, на расстоянии примерно 23 км (по прямой) к западу от города Торжок, административного центра района.

### Часовой пояс
Посёлок Первое Мая, как и вся Тверская область, находится в часовой зоне МСК (московское время). Смещение применяемого времени относительно UTC составляет +3:00.

## История
Посёлок отмечен на карте 1941 года как поселение с 23 дворами.

## Население
| 1996 | 2002 | 2008 | 2010 |
| ---- | ---- | ---- | ---- |
| 23   | ↘17  | ↘14  | →14  |

### Национальный состав
Согласно результатам переписи 2002 года, в национальной структуре населения русские составляли 100 % из 17 чел.